# 寄居蟹鞘群海葵
寄居蟹鞘群海葵（学名：Epizoanthus paguriphilus）为鞘群海葵科鞘群海葵属的动物。分布于太平洋、日本本邦以及中国东海等海域，一般附着于寄居蟹的螺壳上。